# 예르바스부에나스
예르바스부에나스(스페인어: Yerbas Buenas)는 칠레 마울레 주 리나레스 현의 코무나이다.